# Jane, the Justice
Jane, the Justice è un cortometraggio muto del 1914 diretto da Harry A. Pollard che ne firma anche la sceneggiatura. Prodotto dalla Beauty (American Film Manufacturing Company), il film aveva come interpreti Margarita Fischer, Fred Gamble, Joe Harris, Scott R. Beal.

## Trama
Molto popolare per la sua bellezza, Jane Higgins, la figlia del poliziotto di Holtville, viene eletta giudice di pace. Dato che la sua conoscenza della legge è un po' limitata, giudica seguendo il proprio istinto. Quando un bel giovane le viene portato avanti, accusato di avere sparato, lei lo multa per pochi dollari e lo lascia andare. Higgins, furioso, nella sua veste di poliziotto ordina allo straniero, che sta amoreggiando con sua figlia, di sparire. Sperando di essere nuovamente arrestato e portato davanti al giudice, il giovane Harry si fa sorprendere a pescare abusivamente nella proprietà di James Dudley. Higgins lo porta in cella, sedendosi di guardia davanti alla sua porta. Preso dal sonno, il poliziotto si addormenta. Jane, allora, gli ruba le chiavi, libera Harry e mette in cella suo padre. Poi informa il padre che lo libererà solo quando lui acconsentirà al suo matrimonio con Harry. Costretto a cedere, Higgins accoglie tra le sue braccia il cacciatore e il giudice di pace.

## Produzione
Il film fu prodotto dalla Beauty (American Film Manufacturing Company).

## Distribuzione
Distribuito dalla Mutual, il film - un cortometraggio in una bobina - uscì nelle sale statunitensi il 20 maggio 1914.